# Ringsted (Dánia)

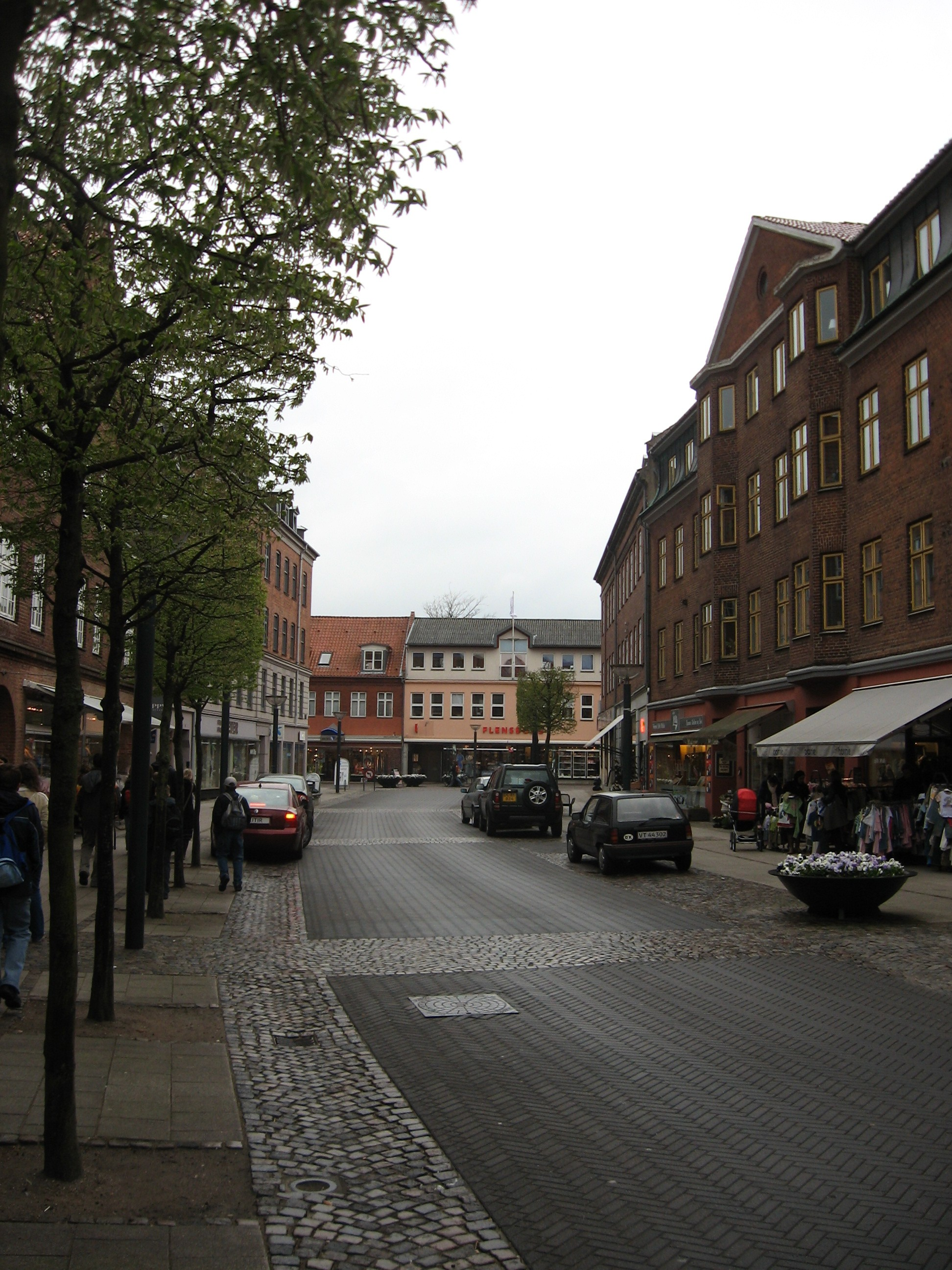
Ringstedi utca

Ringsted kisváros a dániai Sjælland szigetének középső részén.

## Történelem
Ringsted Dánia egyik legrégebbi városa. A Valdemárok, akik a dán uralkodói család befolyásos tagjai voltak itt építtették fel temetkezési templomukat. A reformáció után elvesztette fontosságát. A várost érintette a 17. századi dán-svéd és a 19. századi dán-angol háború is. A vasút 1856-os megépítése után újra fellendült a kereskedelem és az ipar. Ringsted ma egy csendes kisváros, lakossága viszont rohamosan növekszik, hiszen jóval olcsóbban lehet ingatlant vásárolni, mint Koppenhágában, ami csupán 70 km-re van.

## Közlekedés
A településen keresztül halad a Koppenhága–Fredericia/Taulov-vasútvonal.

## Turizmus
- Szent Benedek templom (wd) (Skt. Bendts kirke) Skandinávia legöregebb, téglából épült temploma (1170). 1182-től 1341-ig a dán királyok és királynők temetkezési helye volt.

## Testvérvárosok
- Vammala – Finnország
- Gyöngyös – Magyarország
- Skövde – Svédország
- Halden – Norvégia
- Kutná Hora – Csehország
- Ringsted, Iowa, USA